# Associazione dei Chierici Militanti
L'Associazione dei Chierici Militanti (in persiano جامعه روحانیت مبارز‎, Jame'e-ye Rowḥāniyat-e Mobārez), è un partito politico iraniano. È un partito clerical-conservatore e ha costituito il partito maggioritario nella IV e V legislatura dell'Iran post-rivoluzionario khomeynista. È stato fondato nel 1977 da un gruppo di esponenti religiosi sciiti con l'intento di usare lo strumento della cultura per rovesciare lo Shah.
I suoi membri-fondatori erano Ali Khamenei, Morteza Motahhari, Mohammad-Reza Mahdavi Kani, Mohammad Beheshti, Bahonar, Ali Akbar Hashemi Rafsanjani e Mofatteh e tra gli attuali componenti figurano Ali Akbar Hashemi Rafsanjani, Reza Akrami e Hassan Rouhani. Non deve essere confuso col partito clerical-riformista della Società dei Chierici Militanti.